# Aschnaoonops
Aschnaoonops là một chi nhện trong họ Oonopidae.